# Argyripnus
Argyripnus és un gènere de peixos pertanyent a la família dels esternoptíquids.

## Descripció
- Cos fusiforme.
- Boca grossa i obliqua.
- Aleta dorsal adiposa.
- Bufeta natatòria ben desenvolupada i plena de gas.
- Anus a mig camí entre l'origen de les aletes pelviana i anal.[4]

## Alimentació
Es nodreixen de crustacis i peixos petits.

## Hàbitat
Són peixos bentopelàgics associats amb illes oceàniques i muntanyes submarines entre 180-475 m de fondària.

## Distribució geogràfica
Es troba als oceans Atlàntic i Pacífic.

## Taxonomia
- Argyripnus atlanticus (Maul, 1952)[6]
- Argyripnus brocki (Struhsaker, 1973)[7]
- Argyripnus electronus (Parin, 1992)[8]
- Argyripnus ephippiatus (Gilbert & Cramer, 1897)[9]
- Argyripnus hulleyi (Quéro, Spitz & Vayne, 2009)[10]
- Argyripnus iridescens (McCulloch, 1926)[11]
- Argyripnus pharos (Harold & Lancaster, 2003)[12][13][14][15][16][17][18]